# Itilliarsuk (Uummannaq)
Itilliarsuk [iˈtˢiɬːiˌɑsːuk] (nach alter Rechtschreibung Itivdliarssuk) ist eine wüst gefallene grönländische Siedlung im Distrikt Uummannaq in der Avannaata Kommunia.

## Lage
Itilliarsuk liegt am Südufer des Itilliarsuup Kangerlua an der Stelle, an der der Fjord Amitsuatsiaq die Halbinsel, auf der Itilliarsuk liegt, tief einschneidet. Die nächstgelegenen Orte sind Saattut 22 km westlich, Ukkusissat 43 km nordwestlich, Ikerasak 33 südlich und Uummannaq 42 km westsüdwestlich.

## Geschichte
Itilliarsuk ist auf einer Karte von 1920 zu finden, allerdings fehlt die Markierung als Wohnplatz. Es ist davon auszugehen, dass Itilliarsuk kurz zuvor verlassen worden ist und die Markierung nachträglich entfernt wurde. 1901 war der Ort höchstwahrscheinlich bewohnt.